# Берёза чичибуенская
Берёза чичибуенская (лат. Betula chichibuensis) — вид деревьев рода Берёза (Betula) семейства Берёзовые (Betulaceae). Естественный ареал вида находится на известняковых обнажениях в горах Окучичибу и Китаками в центральной и северо-восточной части острова Хонсю. Вид находится под угрозой исчезновения из-за своей крайней редкости и ограниченного ареала. В 1993 году в природе существовал только 21 экземпляр B. chichibuensis.

## Ботаническое описание
Кустарник или небольшое листопадное дерево, высотой 8-10 метров в дикой природе и около 5 метров в высоту у культивируемых экземпляров. B. chichibuensis очень долговечна благодаря своей способности прорастать, но ее самонесовместимость означает, что две особи должны находиться достаточно близко друг к другу для перекрестного опыления, что делает производство семян ненадежным в небольших популяциях.
Кора светло-коричневая и шелушащаяся. Ветви почти безволосые и могут достигать 3 мм в диаметре. Листья расположены на стебле поочередно, их форма — яйцевидная, острая, округлая или слегка сердцевидная у основания. Имеют длину 30-75 мм и ширину 15-45 мм, голые и зелёные на верхней поверхности, с нижней стороны покрыты белыми волосками. Имеют до 18 пар глубоких жилок и зубчатые, с 1-3 зубцами между каждым зубцом, заканчивающим вторичную жилку. B. chichibuensis моноэцифична: у особи есть как мужские, так и женские соцветия. Женские соцветия красно-фиолетовые и прямостоячие, а мужские соцветия распускаются весной с крошечными плодами-орешками каштаново-коричневого цвета и шириной около 0,15 мм.

## Таксономия
Вид имеет относительно мало таксономических отличий от своих ближайших родственников, включая Betula schmidtii и Betula chinensis, но мягкие листья с 18 парами жилок визуально отличают вид от других берез. Недавние исследования в Японии направлены на сбор полного хлоропластного генома B. chichibuensis и дальнейшее изучение её генетической структуры.

## Распространение и среда обитания

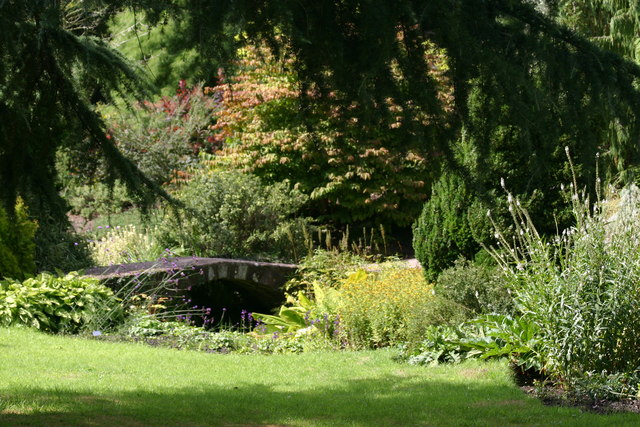
Ботанический сад Несс, место проведения первой программы сохранения B. chichibuensis за пределами Японии.

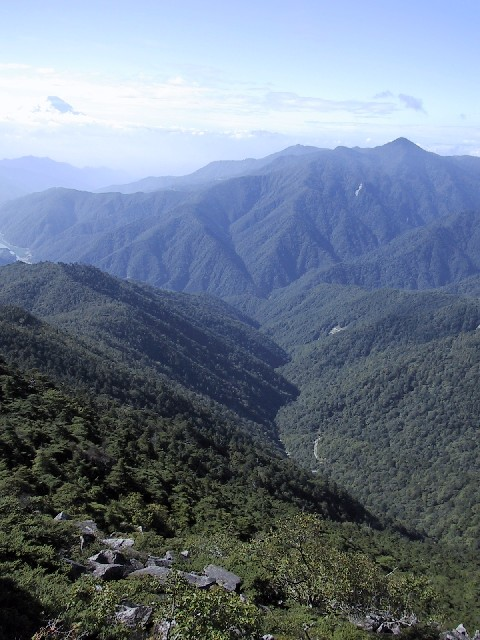
Горы Окучичибу, где встречается B. chichibuensis

Вид чрезвычайно редок в природе, произрастает только на нескольких известняковых обнажениях в горах японского острова Хонсю. С момента первого описания в 1965 году ботаником Хироси Хара как отдельного вида и вплоть до 2015 года B. chichibuensis встречалась исключительно в единственном насаждении в горах Окучичибу (национальный парк Чичибу Тама Кай), где в 1993 году был обнаружено всего 21 экземпляр вида. По состоянию на 2017 год доктором Тосихиде Хирао было обнаружено ещё как минимум восемь небольших насаждений B. chichibuensis, в основном в горах Китаками на северо-востоке Хонсю.
Экспедиция 2014 года в горы Окучичибу обнаружила B. chichibuensis растущим на обнаженном известняковом склоне горы возле туннеля Карисака, рядом с Chamaecyparis obtusa, Juniperus rigida, бамбуком Саза и Acer pictum.
В Красной книге МСОП вид находится под критической угрозой исчезновения. Помимо самонесовместимости и низкой жизнеспособности семян (по некоторым оценкам, около 1 %), вид также находится под угрозой деградации среды обитания и вырубки лесов в районе Чичибу, а небольшой размер популяции делает его особенно уязвимым для стихийных бедствий и болезней.
Серьезные усилия по сохранению вида и предотвращения его исчезновения начались в 1986 году, когда Тетсуо Сатоми собрал семена с участка в горах Окучичибу и отправил их Хью Макалистеру, ботанику из ботанического сада Несс при Ливерпульском университете. Восемь из этих семян проросли, и черенки от них были использованы для создания всех экземпляров, культивируемых в садах до 2010-х годов. Культивируемые экземпляры значительно различаются по внешнему виду, некоторые клоны имеют раскидистую форму, другие растут более вертикально.
В 2014 году англо-японская экспедиция в горы Окучичибу собрала около 1 000 семян B. chichibuensis (из которых проросло около 100), чтобы увеличить генетическое разнообразие культивируемых экземпляров. По состоянию на 2015 год более 30 ботанических садов по всему миру выращивают B. chichibuensis, включая Национальный пинетум Беджбери и Арнольдский дендрарий Гарвардского университета. Образцы в ботаническом саду Несс, по сообщениям, имеют жизнеспособность семян до 40 процентов.